# Mindre florikan
Mindre florikan (Sypheotides indicus) är en starkt utrotningshotad fågel i familjen trappar som förekommer huvudsakligen i Indien.

## Utseende och läten
Mindre florikan är en liten (46–51 cm) och slank trapp med rätt lång näbb och långa ben. Hanen har unikt för familjen spatelspetsade huvudplymer och är svart på huvud, hals och undersida. Tvärs över manteln syns en vit halskrage och även vingtäckarna är vita. Hona och ungfågel är sandfärgade. Bengalflorikanen är större och mer korthalsad och saknar både huvudplymerna och det vita halsbandet. Under spelet hörs grodlika kväkningar och vid uppflog en kort vissling.

## Utbredning och systematik
Mindre florikan placeras som enda art i släktet Sypheotides och behandlas som monotypisk, det vill säga att den inte delas in i några underarter. Fågeln förekommer lokalt i gräsmarker på indiska subkontinenten. Den häckar i södra Pakistan (Makran, Sind och östra Punjab), i norra och västra Indien (huvudsakligen i Gujarat) samt i sydvästra Nepal. Utanför häckningstid rör den sig till östra och södra Indien samt södra Nepal.

## Status och hot
Denna art har en mycket liten världspopulation bestående av uppskattningsvis endast 750 vuxna individer. Den minskar dessutom kraftigt i antal på grund av habitatförstörelse, en utveckling som tros fortsätta. Internationella naturvårdsunionen IUCN kategoriserar därför arten som akut hotad.

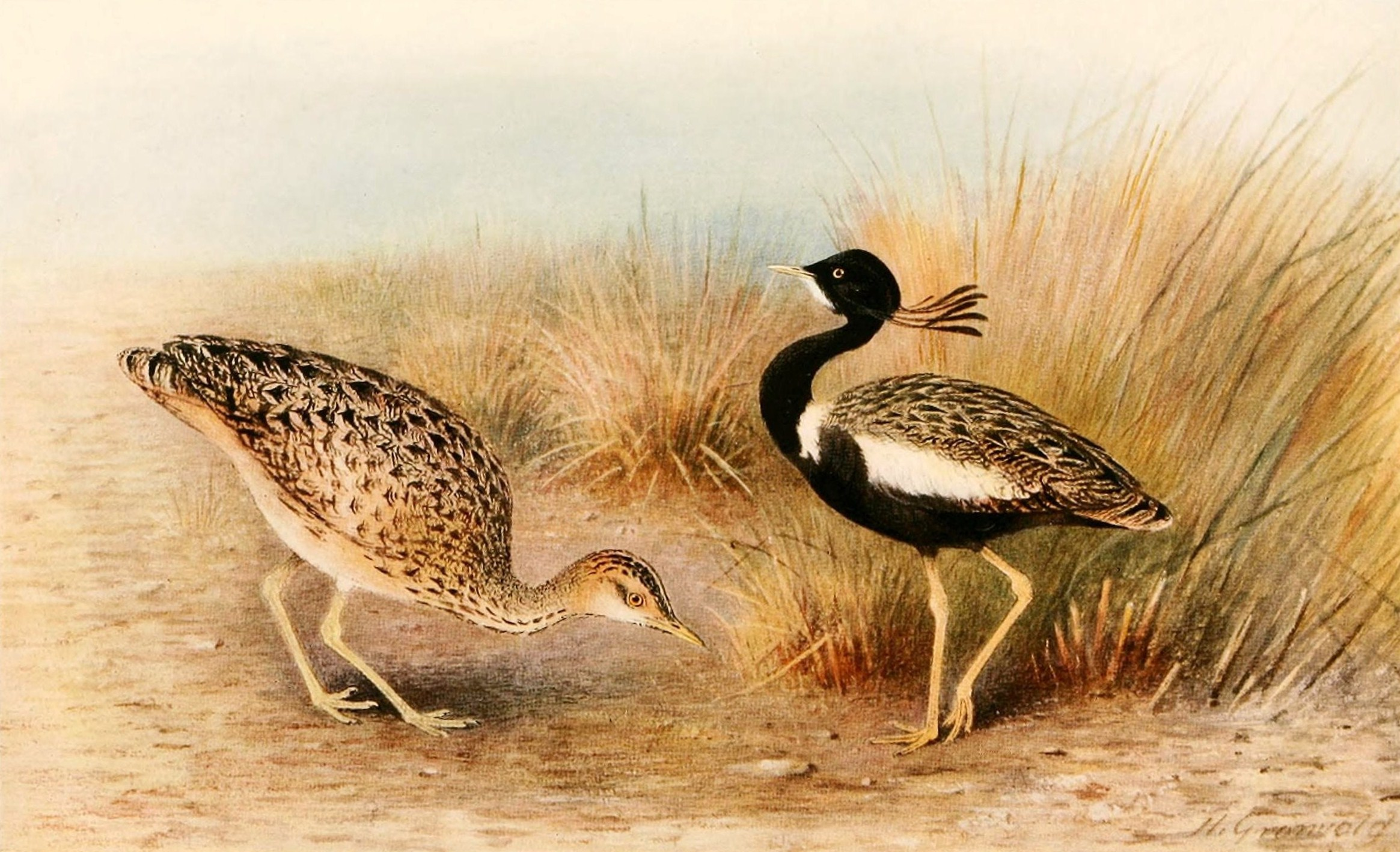
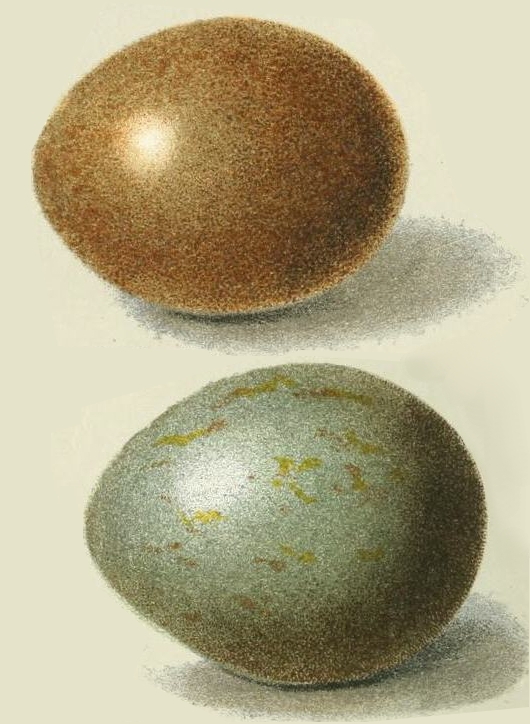
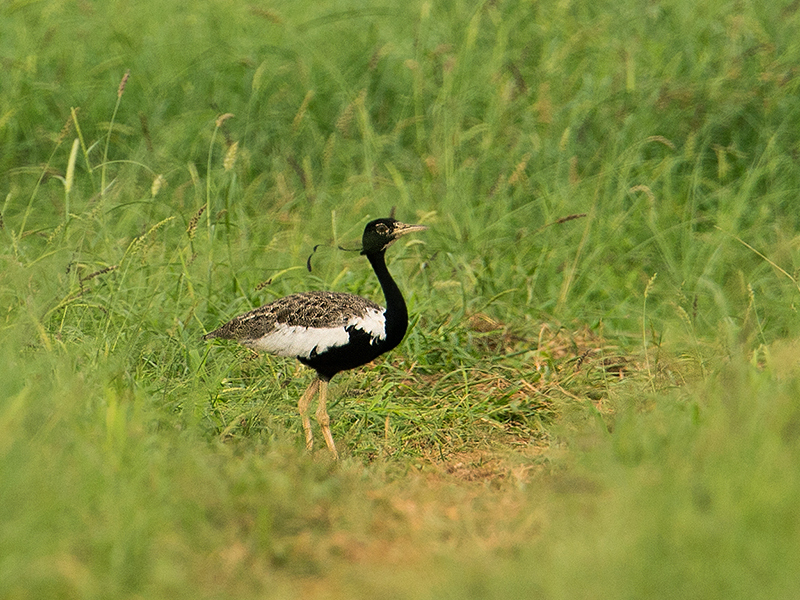